# Malaxis hoppii
Malaxis hoppii är en orkidéart som först beskrevs av Rudolf Schlechter, och fick sitt nu gällande namn av Bernt Løjtnant. Malaxis hoppii ingår i släktet knottblomstersläktet, och familjen orkidéer. Inga underarter finns listade i Catalogue of Life.